# Jefe de la República de Daguestán
El Jefe de la República de Daguestán (en ruso: Глава Республики Дагестан) es el cargo más alto y jefe del poder ejecutivo del Gobierno de la República de Daguestán.
La misión del Jefe de Daguestán es asegurar el cumplimiento de la Constitución y las leyes federales de la República de Daguestán, así como la igualdad de los derechos y libertades del hombre y del ciudadano, y la preservación de la unidad y la integridad territorial de la República de Daguestán. El Jefe de la República no puede ser una persona menor de 30 años y es elegido por el presidente de la Federación de Rusia cada cinco años.
El mandato es de cuatro años. El cargo es designado por la Asamblea Popular de la República de Daguestán.
Desde el 14 de octubre de 2020, el cargo de Jefe de la República de Daguestán lo ocupa Serguéi Mélikov.

## Lista
Interino
| Retrato                          | Nombre (Nacimiento-Fallecimiento) | Término                        | Término                        | Término                        | Partido político               |
| Retrato                          | Nombre (Nacimiento-Fallecimiento) | Inicio                         | Fin                            | Duración                       | Partido político               |
| Presidente del Consejo Supremo   | Presidente del Consejo Supremo    | Presidente del Consejo Supremo | Presidente del Consejo Supremo | Presidente del Consejo Supremo | Presidente del Consejo Supremo |
| -------------------------------- | --------------------------------- | ------------------------------ | ------------------------------ | ------------------------------ | ------------------------------ |
|                                  | Magomedalí Magomédov (1930-2022)  | Magomedalí Magomédov           | 24 de abril de 1990            | 26 de julio de 1994            | Independiente                  |
| Presidente del Consejo de Estado |                                   |                                |                                |                                |                                |
|                                  | Magomedalí Magomédov (1930-2022)  | Magomedalí Magomédov           | 26 de julio de 1994            | 20 de febrero de 2006          | Independiente                  |

### Presidente
| Retrato | Nombre (Nacimiento-Fallecimiento) | Término                 | Término                 | Término          | Partido político |
| Retrato | Nombre (Nacimiento-Fallecimiento) | Inicio                  | Fin                     | Duración         | Partido político |
| ------- | --------------------------------- | ----------------------- | ----------------------- | ---------------- | ---------------- |
|         | Mujú Alíyev (1940-)               | 20 de febrero de 2006   | 20 de febrero de 2010   | 4 años           | Rusia Unida      |
|         | Magomedsalam Magomédov (1964-)    | 20 de febrero de 2010   | 28 de enero de 2013     | 2 años, 343 días | Rusia Unida      |
|         | Ramazán Abdulatípov (1946-)       | 28 de enero de 2013     | 8 de septiembre de 2013 | 223 días         | Rusia Unida      |
|         | Ramazán Abdulatípov (1946-)       | 8 de septiembre de 2013 | 1 de junio de 2014      | 115 días         | Rusia Unida      |

### Jefe
| Retrato | Nombre (Nacimiento-Fallecimiento) | Término                 | Término                 | Término          | Partido político |
| Retrato | Nombre (Nacimiento-Fallecimiento) | Inicio                  | Fin                     | Duración         | Partido político |
| ------- | --------------------------------- | ----------------------- | ----------------------- | ---------------- | ---------------- |
|         | Ramazán Abdulatípov (1946-)       | 1 de junio de 2014      | 3 de octubre de 2017    | 3 años, 275 días | Rusia Unida      |
|         | Vladímir Vasíliev (1946-)         | 3 de octubre de 2017    | 9 de septiembre de 2018 | 341 días         | Rusia Unida      |
|         | Vladímir Vasíliev (1946-)         | 9 de septiembre de 2018 | 5 de octubre de 2020    | 2 años, 26 días  | Rusia Unida      |
|         | Serguéi Mélikov (1965-)           | 5 de octubre de 2020    | 14 de octubre de 2021   | 1 año, 9 días    | Rusia Unida      |
|         | Serguéi Mélikov (1965-)           | 14 de octubre de 2021   | Actualidad              | 2 años, 212 días | Rusia Unida      |